# 타올라라 검
타올라라 검(燃えよ剣)은 시바 료타로의 장편소설, 역사소설이다. 신선조부장 히지카타 도시조의 생애를 그리고 있다.
1962년 11월부터 1964년 3월까지 '주간 분슈'에 연재되었다. 단행본은 신쵸샤에서 상, 하권으로 나뉘어 발매되었다. 시바는 같은 시기에 '신센구미 혈풍록', '료마가 간다'등 막말을 소재로 한 역사소설도 연재하고 있었다.

## 내용
다마 시대부터 신선조 결성, 각지에서의 전투, 그리고 하코다테 전쟁에 걸쳐 히지카타 도시조의 전사까지가 그려져 있다.
초반에는, 히지카타가 매우 여자를 좋아하는 사람으로 묘사되어, 여자가 원인이 되어 사람을 죽이고 만다. 하지만 신센구미의 부장이 되고 나서부터 국장 곤도 이사미의 그림자로써, 조직을 만드는 재능을 발휘하여 단단한 규칙을 가진 신센구미를 만들었다.
하권부터는 곤도 이사미가 부상을 당해, 동작에 지장이 생기는 상태가 된다. 게다가 오키타 소지는 병에 걸리고, 나가쿠라 신파치나 사이토 하지메 등의 주요 멤버가 탈퇴, 곤도가 붙잡혀 실질상의 신선조는 붕괴되고 만다. 히지가타가 우쓰노미야, 아이즈, 하코다테를 전전하며 구 막부군으로써의 전투에 참가하는 모습이 그려져 있다.

## 영화

### 1966년판
11월 12일, 쇼치쿠계에 의해 공개되었다.
- 감독 : 이치무라 히로카즈
- 각본 : 가토 타이
- 음악 : 와타나베 다케오
- 히지카타 토시조 : 구리즈카 아사히
- 콘도 이사미 : 와자키 슌야
- 오키타 소지 : 이시쿠라 히데히
- 시치리 겐노스케: 우치다 료헤이

### 2021년판
10월 15일 공개되었다. 당초 2020년 5월 22일 개봉 예정이었으나 코로나로 연기됨.
닛칸 스포츠 영화 대상 이시하라 유지로 상, 제45회 일본 아카데미상 최우수 미술상 수상.
- 감독, 각본 : 하라다 마사토
- 음악 : 츠치야 레이코
- 히지카타 토시조 : 오카다 준이치
- 오유키 : 시바사키 코우
- 콘도 이사미 : 스즈키 료헤이
- 오키타 소지 : 야마다 료스케
- 세리자와 카모 : 이토 히데아키
- 마츠다이라 카타모리 : 오노에 우콘
- 도쿠가와 요시노부 : 야마다 유키
- 이노우에 겐자부로 : 타카오 타카
- 야마나미 케이스케 : 야스이 준페이
- 나가쿠라 신파치 : 타니다 아유미
- 토도 헤이스케 : 카네다 사토시
- 사이토 하지메 : 마츠시타 코헤이
- 야마자키 스스무 : 무라모토 다이스케
- 하라다 사노스케 : 요시다 켄고
- 오카다 이조 : 무라카미 니지로
- 아케사토 : 아베 준코

## 드라마

### 1966년판
- 방송계열 : 도쿄12채널 (현재 테레비 도쿄)
- 방송기간 : 1996년 1월 14일 ~ 4월 2일 , 매주 금요일 9시 30분~10시.

- 히지카타 토시조 : 우치다 료헤이
- 콘도 이사미 : 고이케 아사오
- 오키타 소지 : 스기 료타로
- 시치리 겐노스케: 무쓰미 고로

### 1970년 판
- 방송계열 : NET (현재 테레비 아사히)
- 방송기간 : 1970년 4월 1일 ~ 9월 23일. 매주 수요일 9시~9시 56분

- 감독 : 고우노 도시카즈
- 각본: 겟소쿠 신지
- 히지카타 토시조 : 구리즈카 아사히
- 콘도 이사미 : 후나바시 겐
- 오키타 소지 : 시마다 슌시
- 시치리 겐노스케 : 가메이시 세이치로